# Cathédrale de Baza
La collégiale Notre-Dame de l'Incarnation ou cathédrale de Baza est une cocathédrale catholique située dans la ville de Baza, dans la communauté autonome d'Andalousie, en Espagne.
Elle a été construite au XVIe siècle sur les anciennes fondations d'une mosquée. Elle partage le siège du diocèse de Guadix-Baza.